# Holzschuh (Heraldik)
Der Holzschuh ist in der Heraldik eine gemeine Figur und wird nur wenig im Schild oder Feld als Wappenfigur verwendet. 
Der Holzschuh soll schon seit dem 12. Jahrhundert im Wappen verwendet worden sein. Es sind alle Tinkturen möglich. Zwei Formen lassen sich unterscheiden: Der Trippschuh (eigentlich Schuh mit Trippe) und die modernere einfache Schuhform.
Im Wappen vom Nürnberger Adel Holzschuher von Harrlach dient der Schuh im Wappen als redende Figur.

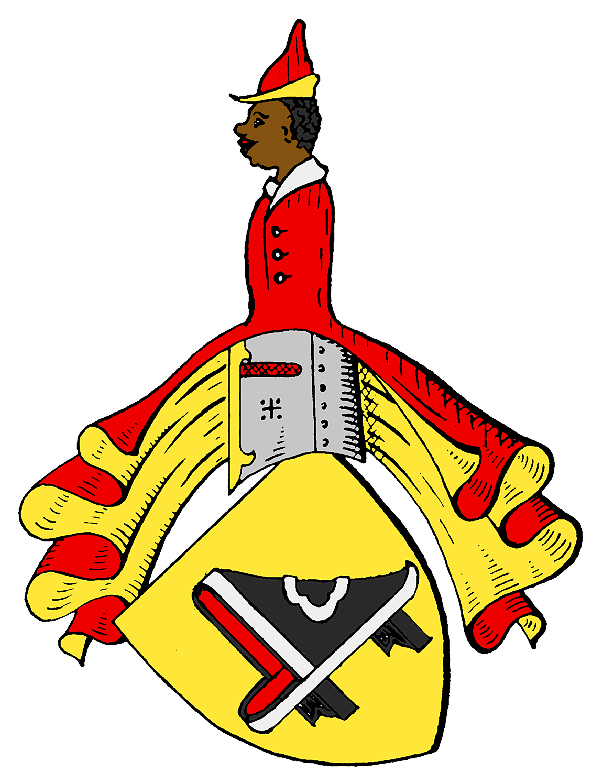
Holzschuher von Harrlach
Happurg
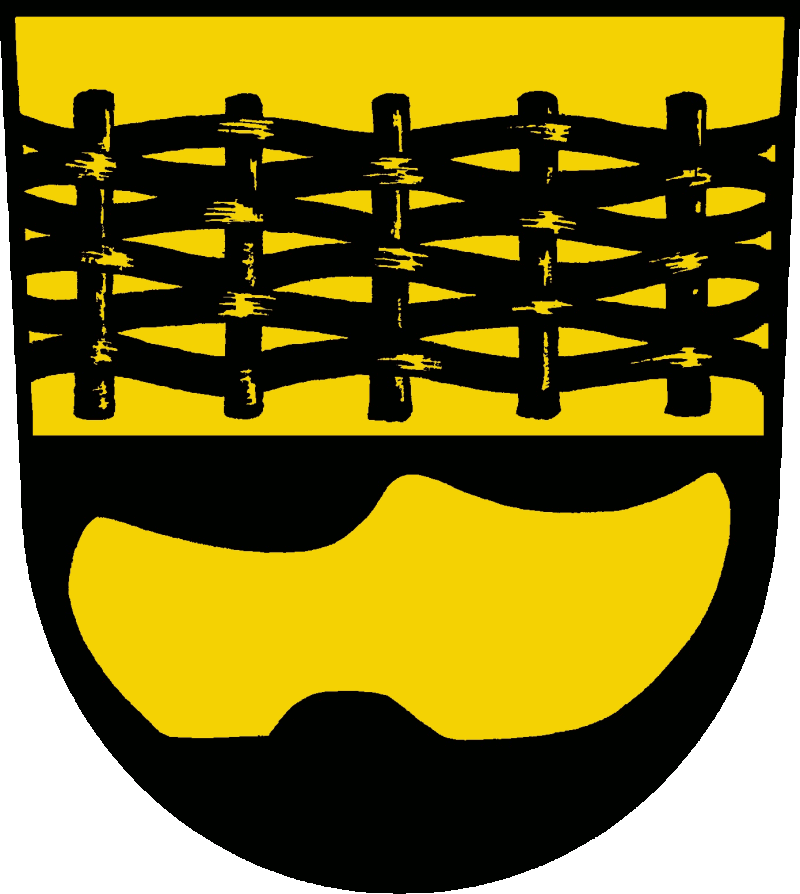
Friedrichswalde
La Sabotterie
Vorra
Vestenbergsgreuth